# 기기 지문
기기 지문(영어: device fingerprint; 장치 지문) 또는 기계 지문(machine fingerprint)은 식별 목적으로 원격 컴퓨팅 장치의 소프트웨어 및 하드웨어에 대해 수집된 정보이다. 이 정보는 일반적으로 지문 알고리듬을 사용하여 간단한 식별자로 변환된다. 브라우저 지문(browser fingerprint)은 기기의 웹 브라우저와의 상호 작용을 통해 특별히 수집되는 정보이다.

## 같이 보기
- 지문 채취 알고리듬
- 범죄자 프로파일링
- 익명